# راسلین ویمیس، بارون اول وستر ویمیس
راسلین ویمیس، بارون اول وستر ویمیس (انگلیسی: Rosslyn Wemyss, 1st Baron Wester Wemyss; ۱۲ آوریل ۱۸۶۴ – ۲۴ مهٔ ۱۹۳۳) بین سال‌های ۱۹۱۶ تا ۱۹۱۹، افسر نیروی دریایی پادشاهی بریتانیا بود. در طول جنگ جهانی اول، او به عنوان فرمانده اسکادران ۱۲ رزم‌ناو و سپس به عنوان فرماندار مودروس خدمت کرد و سپس رهبری پیاده شدن نیروهای بریتانیایی در دماغه هلز و خلیج سوولا را در طول نبرد گالیپولی بر عهده داشت. او در ژانویه ۱۹۱۶ فرمانده اسکادران هند شرقی و مصر و سپس در دسامبر ۱۹۱۷ فرمانده اول دریا شد که در این سمت، دریاسالار راجر کیز، فرمانده گشت دوور، را تشویق کرد تا عملیات‌های جدی‌تری را در کانال انجام دهد که در نهایت منجر به آغاز حمله زیبروگ در آوریل ۱۹۱۸ شد.